# Nastus
|  | Aquest article tracta sobre un gènere de les bambusòidies. Vegeu-ne altres significats a «Cenchrus». |

Els bambús del gènere Nastus de la subfamília de les bambusòidies de la família de les poàcies.

## Taxonomia
- Nastus elatus - (Nova Guinea)
- Nastus obtusus
- etc.